# BackupHDDVD
BackupHDDVD è un piccolo programma open source disponibile sia in versione riga di comando che GUI che aiuta nella decrittazione dei dischi HD DVD protetti dall'AACS. È usato per effettuare il back up dei dischi, spesso abilitato su configurazioni hardware senza il completo supporto dell'HDCP.
È stato scritto da un programmatore anonimo che usa lo pseudonimo Muslix64. Viene distribuito senza nessuna delle chiavi necessarie alla decrittazione.
BackupHDDVD rappresenta il primo attacco conosciuto contro l'AACS.